# Belgravia (serie de televisión)
Belgravia es un drama histórico, ambientado en el siglo XIX, basada en la novela de 2016 del mismo título de Julian Fellowes —ambos llamados así por Belgravia, un rico distrito de Londres—. La serie limitada, una coproducción entre Carnival Films y la cadena de televisión estadounidense Epix, fue adaptada por Fellowes a partir de su novela, y reúne al exitoso equipo detrás de Downton Abbey con Gareth Neame y Nigel Marchant como productores ejecutivos junto a Liz Trubridge y Fellowes. Belgravia está dirigida por John Alexander, y producida por Colin Wratten.
La serie se estrenó en el Reino Unido en ITV el 15 de marzo de 2020 y en los EE. UU. el 12 de abril de 2020 en Epix.

## Argumento
Belgravia empieza en el baile de la duquesa de Richmond'  (noche de 15 al 16 de junio de 1815), que se celebró en Bruselas para el duque de Wellington la víspera de la batalla de Quatre Bras, dos días antes de la batalla de Waterloo.

Entre los invitados estaban James y Anne Trenchard, quienes vivían de los beneficios del recién hallado éxito comercial. Su joven hija Sophia había atraído a Edmund Bellasis, el hijo y heredero de uno de los más ricos y más destacadas familias de Inglaterra. Veintiséis años después, cuando las dos familias estaban asentadas en la zona recientemente desarrollada de Belgravia, los acontecimientos del baile, y los secretos, aún tienen consecuencias.

## Reparto[6]
La familia Trenchard
- Philip Glenister como James Trenchard
- Tamsin Greig como Anne Trenchard
- Richard Goulding como Oliver Trenchard, hijo de James y Anne
- Emily Reid como Sophia Trenchard, hija de James y Anne
- Alice Eve como Susan Trenchard, esposa de Oliver

Sirvientes de los Trenchard
- Paul Ritter como Turton, mayordomo de los Trenchards
- Saskia Reeves como Ellis, doncella de Anne Trenchard
- Bronagh Gallagher como Speer, doncella de Susan Trenchard

La familia Bellasis
- Tom Wilkinson como Peregrine Bellasis, conde de Brockenhurst
- Harriet Walter como Caroline Bellasis, condesa de Brockenhurst
- Jeremy Neumark Jones como Edmund, vizconde Bellasis, hijo único del conde y la condesa de Brockenhurst y heredero del título
- James Fleet como el reverendo Stephen Bellasis, hermano menor del conde de Brockenhurst y heredero de su hermano mayor
- Diana Hardcastle como Grace Bellasis, esposa de Stephen Bellasis
- Adam James como John Bellasis, hijo de Stephen Bellasis y Grace Bellasis y heredero de su padre

La familia Grey
- Tara Fitzgerald como Corinne Grey, condesa viuda de Templemore
- Ella Purnell como Lady Maria Grey, hija de la condesa viuda de Templemore

La familia Pope
- Serena Evans como la Sra. Pope, madre adoptiva de Charles Pope
- Jack Bardoe como Charles Pope

Personajes en el baile de la duquesa de Richmond
- Nicholas Rowe como Arthur Wellesley, duque de Wellington
- James Chalmers como Sir William Ponsonby
- Gunnar DeYoung como el Príncipe de Orange
- Diana Kent como la duquesa de Richmond
- Robert Portal como el duque de Richmond

Varios
- Naomi Frederick como la duquesa de Bedford
- Penny Layden como la Sra. Babbage
- Jack Shalloo como Morris
- Nigel Allen como Robert
- Stevee Davies como Brodsworth